# Rolf Steitz
Rudolf (Rolf) Steitz, artiestennamen Juan Bastós en Jay Bastós (Keulen, 7 januari 1952), is een Duits zanger, songwriter en producer. Als solozanger had hij twee pophits, waaronder Loop di love (1971). Daarna speelde hij in het duo Bogart waarmee hij drie hits had in Duitsland. Hij schreef muziek voor zichzelf en andere artiesten en produceerde enkele platen in de nacarrières van Pussycat en Taco.

## Biografie
Steitz werd gebroren in Keulen. Hij speelde voor de bands Faces en Hush en begon aan het begin van de jaren zeventig met een solocarrière. Hij werkte onder de artiestennamen J. Bastós, Juan Bastós en Jay Bastós en bracht verschillende singles uit in het Engels en het Duits. Hij had meteen twee hits. Loop di love (met een videoclip in Amsterdam) belandde hoog in de hitlijsten van Nederland, België en Duitsland. Daarna had hij in de lage landen nog een hit met Holy goly girl. Zijn latere singles kenden geen hitnoteringen meer. Daarnaast werkte hij als songwriter voor Gruner & Jahr en was hij lid van de band Santiago.
Rond 1978/1979 richtte hij met Günter Lammers het duo Bogart op dat in 1980 drie hitnoteringen kende in Duitsland On Broadway, Stop lovin' you en Primaballerina.
Enkele jaren later produceerde hij enkele singles voor de Nederlandse zanger Taco, die ervoor een internationale hit had gehad met Putting on the ritz (1982). Het jaar erop was hij een van de producers van het laatste album van Pussycat, After all (1983). Ook schreef hij mee aan enkele nummers voor deze artiesten. In 1991 probeerde hij het nog eens met een eigen single, een Duitse cover van Senza una donna, maar had daar geen succes mee.
Sinds de eeuwwisseling had hij een eigen bedrijf voor film- en televisieproducties, KaRo Team, en een muziekuitgeverij en -productiebedrijf, Taktell.

## Discografie

### Album
- 1972: J. Bastós

### Singles
J. Bastós / Juan Bastós / Jay Bastós
- 1970: Loop di love / I follow you, top 3 in België en Nederland, nummer 30 in Duitsland
- 1971: Holy goly girl / Alice, nummer 10 in Nederland en nummer 20 en 30 in België
- 1974: Lucy / Ich geh mit dir durch dick und dünn
- 1975: Happy Hawaii / My doors to love
- 1976: Just be crazy / I do believe I'm happy
- 1976: Komm doch wieder mal bei mir vorbei / Denk an mich
- 1977: Let me love / Summerdream
- 1978: For your love / Touch that girl

Bastos & Ritchie
- 1991: Senza una donna (Duitse versie)

- Gemeinsame Normdatei: 134322800
- International Standard Name Identifier: 0000 0000 5588 3040
- Virtual International Authority File: 79576922
- WorldCat: E39PBJvxwWCqKFcKFH4cbHgdwC